# Seznam klubů v nejvyšších fotbalových soutěžích zemí, které nejsou členy FIFA
Toto je seznam klubů, které nejsou členy FIFA ani jiné fotbalové federace, ale hrají svou vlastní fotbalovou soutěž. 
- Vysvětlivky: Tučně – vítěz předchozího ročníku, Kurzívou – kluby, které postoupily do nového ročníku.

## Grónsko
- Grónské fotbalové kluby
- Fotbalová asociace: Grønlands Boldspil-Union
- Nejvyšší soutěž: Greenland Football League

Sezóna 2005:
| Klub        | Město        |
| ----------- | ------------ |
| Aasiaat-97  | Aasiaat      |
| B-67        | Nuuk         |
| Eqaluk-56   | Uummannaq    |
| G-44        | Qeqertarsuaq |
| Kâgssagssuk | Maniitsoq    |
| FC Malamuk  | Uummannaq    |
| N-48        | Ilulissat    |
| UB-68       | Uummannaq    |

## Kosovo
- Kosovské fotbalové kluby
- Fotbalová asociace: Federata e Futbollit e Kosovës
- Nejvyšší soutěž: Kosovar Superliga

Sezóna 2007/2008:
| Klub               | Město              |
| ------------------ | ------------------ |
| KF 2 Korriku       | Priština           |
| KF Besa            | Peć                |
| KF Besiana         | Podujevo           |
| KF Drenica         | Srbica             |
| KF Drita Gjilan    | Gjilan             |
| KF Flamurtari      | Priština           |
| KF Fushë Kosova    | Kosovo Polje       |
| KF Gjilani         | Gnjilane           |
| KF Hysi            | Podujevo           |
| KF KEK             | Obilič             |
| KF Kosova Priština | Priština           |
| KF Kosova Vučitrn  | Vučitrn            |
| KF Liria           | Prizren            |
| KF Priština        | Priština           |
| KF Shqiponja       | Peć                |
| KF Trepča          | Kosovska Mitrovica |
| KF Trepča'89       | Kosovska Mitrovica |
| KF Vëllaznimi      | Đakovica           |

## Severní Kypr
- Sezóna 2014/15:

- Yenicami Ağdelen SK
- Küçük Kaymaklı Türk SK
- Lefke Türk SK
- Çetinkaya Türk SK
- Doğan Türk Birliği
- Cihangir SK
- Mağusa Türk Gücü SK
- Bostancı Bağcıl TSK
- Serdarlı GB
- Mormenekşe GB
- Yeni Boğaziçi DSK
- Gönyeli SK
- Lapta TBSK
- Larnaka Gençler Birliği SK